# Tyra Kleen
Tyra Kleen (Stockholm, 29 mars 1874 - Lindingö, 17 septembre 1951) est une artiste, ethnographe indépendante et militante pour le droit des femmes suédoise. Ses peintures, illustrations, lithographies et publications revêtent une certaine importance au sein du mouvement fin de siècle suédois.

## Biographie

### Enfance et éducation
Tyra Kleen est née en Suède. Elle est la fille du diplomate suédois et auteur Fredrik Herman Rikard Kleen (1841–1923) et de Maria Charlotte Amalia née Wattrang (1842–1929). Elle a une sœur, Ingeborg Kleen (1870–1911), et un frère aîné, Nils Rikardsson af Kleen (1872–1965).
En raison des absences fréquentes de leurs parents, les enfants sont principalement élevés par leur grand-père, le maréchal Nils Adolf Wattrang (mort en 1890).
Tyra Kleen étudie la peinture à Karlsruhe entre 1892 et 1893, à l'Académie de Beaux-Arts de Munich en 1894 et à l'Académie Delécluse, l'Académie Colarossi, l'Académie Julian et l'Académie Vitti entre 1895 et 1897. Elle consacre la majeure partie de son travail au dessin, à la gravure et à la lithographie, présente sa première exposition à Paris en 1896 et fait ses débuts dans l'illustration en 1897. 
À Paris, elle illustre le livre Drömmer, traduit par sa sœur Ingeborg du roman Dreams de l'auteure sud-africaine Olive Schreiner. Son style figuratif s'inspire de l'art nouveau, du jugendstil et du symbolisme. Ses séjours à l'étranger, l'influence d'artistes tels que Böcklin et Puvis de Chavanne, et son intérêt pour la théosophie, confèrent à ses œuvres un style symboliste continental unique au sein de la communauté artistique suédoise. En 1903, elle illustre plusieurs poèmes issus du recueil Les Fleurs du Mal de Charles Baudelaire. 
Adolescente, Kleen se sent marginale, éloignée des milieux sociaux de son époque. Ses intérêts la portent vers un monde de mythes orientaux et de rituels inspirés par la théosophie, auquel elle essaie de prendre part par la danse et le dessin. Ses conceptions sont fortement inspirées par le féminisme, le mouvement « New Woman » et l'exotisme, mais également par le mysticisme théosophique d'Annie Besant, la philosophie de Jiddu Krishnamurti et la pensée de Charles Webster Leadbeater, fondateur du Orde van de Ster in het Oosten, une loge mixte non-maçonnique devenue très populaire aux Pays-Bas et dans les Indes Néerlandaises.

### Voyages et relations

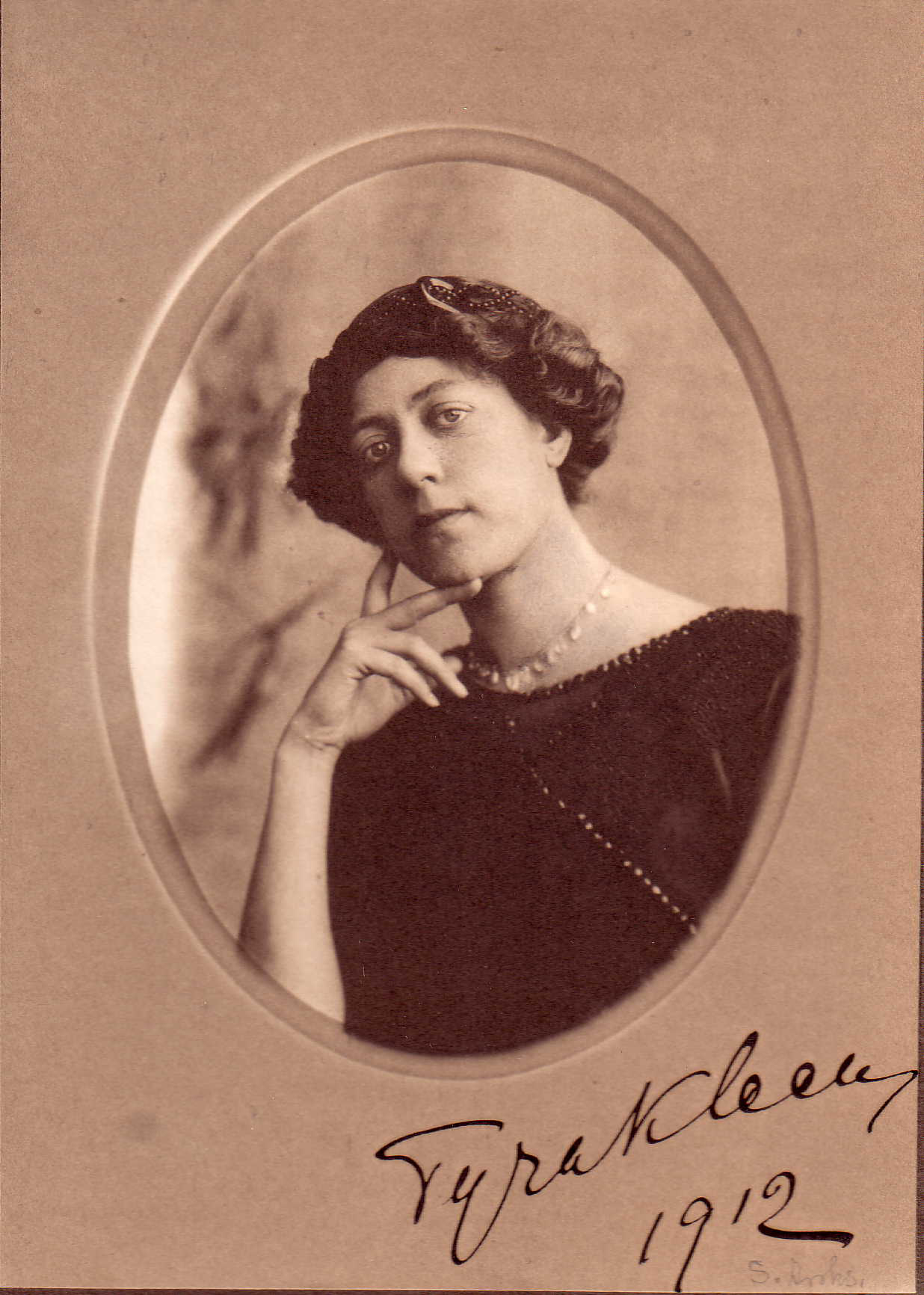
Tyra Kleen en 1912.

Rejetée par le mouvement théosophique parisien, Tyra Kleen déménage à Rome en 1898. Elle assiste aux conférences et rencontres de la société théosophique romaine, où elle se lie d'amitié avec Anna Maria Roos (en) et Mary et Jean Karadja Pascha. Pendant dix ans, elle participe à la vie de l'élite culturelle de la capitale. Elle rencontre Anders Zorn et Emma Zorn, Ellen Key, Carl Milles, Helena Nygren, Hjalmar Söderberg et Ottilia Adelborg, puis s'installe à Berlin, et à Paris.
Tyra Kleen entreprend de nombreux voyages à travers le monde : elle se rend en 1910 en Inde et à Ceylan, puis de 1919 à 1921 à Java et Bali, où elle étudie la danse, inspirée par les spectacles de Mata Hari qu'elle a vus à Paris. Ses œuvres sont exposées à Berlin, Vienne, Rome, Milan, Paris, Londres et Saint-Pétersbourg. Elle visite les Caraïbes et les États-Unis, où elle organise une exposition à New York en 1917.
Sa capacité à créer des relations lui permet de constituer un vaste réseau de professionnels dans le monde de la diplomatie, du féminisme, de la franc-maçonnerie et au sein d'administrations locales, dont elle se sert toute sa vie pour faire avancer sa carrière.

### Études anthropologiques
En 1919, Tyra Kleen entreprend un voyage jusqu'à l'île de Java et Bali à bord d'un cargo suédois. À Solo (Surakarta), elle travaille avec Beata van Helsdingen-Schoevers à l'écriture d'une étude anthropologique des danses rituelles de la cour de Solo. Ce projet s'arrête brusquement en juillet 1920, à la suite de désaccords entre les deux femmes et de la mort de van Helsdingen-Schoevers le 17 août 1920 d'une maladie inconnue.
Aidée du Volkslectuur (commission de littérature populaire), de Mabel Fowler et de Miss Gobée, épouse du directeur du bureau des Affaires Internes à Java, Tyra Kleen publie en 1925 une étude de seize pages intitulée « Les danses serimpi et bedhaya à la cour de Surakarta ». Une nouvelle édition de trente pages voit le jour en juillet de la même année.  Des dessins de Kleen sont reproduits pour l'étude par le service topographique de Java, mais le résultat s'avère décevant et ne répond pas aux attentes de l'artiste, qui espérait pouvoir en faire une œuvre de référence.
Arrivée à Bali en 1920, Tyra Kleen commence un nouveau projet sur les mudras (positions rituelles des mains) des prêtres hindous balinais. Elle reçoit l'appui du raja de Karangasem, Gusti Bagus Djilantik, rencontré à Solo en 1919, et de Piet de Kat Angelino, chef du district de Gianjar et de Klungklung et collectionneur d'objets rituels balinais. De Kat Angelino s'avère un soutien précieux, encourageant les prêtres à collaborer avec Kleen et expliquant à l'artiste le symbolisme des mudras. C'est dans sa maison que Tyra Kleen dessine les prêtres et étudie leurs danses. Leur travail, décisif pour la carrière de Kleen, est présenté sous le titre Mudras, avec des illustrations et un texte de Kleen.
Tyra Kleen passe l'année 1921 à Java, à travailler sur le matériel qu'elle a collecté à Bali en 1920. Elle expose ses photographies des prêtres à la société artistique de Batavia. Elle continue sa collaboration avec de Kat Angelino et le rencontre à Amsterdam, où elle organise grâce à son aide une exposition à l'Institut Colonial de la ville. L'exposition reçoit les éloges de Piet de Kat Angelino dans le magazine Nederlandsch Indië, Oud en Nieuw, mais provoque des réactions plus mitigées de la part d'autres professionnels. Anne Hallema, un journaliste hollandais et critique d'art, publie en 1924 un  une longue critique des mudras dans le journal Elseviers Geïllustreerd Maandschrift, où il discrédite Kleen en tant qu'artiste, mais reconnaît la qualité de sa contribution scientifique et l'importance qu'elle aura pour les indianistes et orientalistes.
En 1922, Tyra Kleen organise l'exposition Två vittberesta damer (« Deux voyageuses ») à la Liljevalch's Konsthall de Stockholm, où elle expose des œuvres d'art et artefacts de Java et Bali en juxtaposition avec des œuvres du Japon de la photographe et auteure suédoise Ida Trotzig. Cette exposition marque le début d'un fort engouement pour l'art balinais en Suède. Les mudras de Kleen sont exposés au Victoria and Albert Museum de Londres en 1923.
Kleen publie par la suite deux autres ouvrages sur Bali : Ni-Si-Pleng, en historia om svarta barn, berättad och ritad för vita barn (« Ni-Si-Pleng, une histoire d'enfants noirs écrite pour enfants blancs ») en 1924, et, sept ans plus tard, Tempeldanser och musikinstrument pa Bali (« Danses des temples et instruments de musique de Bali »), imprimé à 300 exemplaires.
L'étude de Kleen sur les mudras, son exposition à l'Institut Colonial d'Amsterdam et la publication de ses livres lui apportent une renommée internationale. En récompense de ses travaux scientifiques et ethnographiques sur Bali, Tyra Kleen reçoit la médaille d'argent Johan August Wahlberg en avril 1938, décernée aux individus ayant "fait la promotion de la science anthropologique et géographique par l'intermédiaire d'efforts remarquables".
Le succès de Kleen n'est pas sans oppositions. Walter Spies, figure centrale d'un cercle d'artistes vivant à Bali, expert de la danse et du théâtre balinais et co-auteur du célèbre ouvrage de Beryl de Zoete Dance and drama in Bali (1938), publie en 1939 une critique acerbe de Tempeldanser dans le journal Djawa. Il y souligne les nombreuses erreurs et approximations des travaux de Kleen, et déclare que son livre n'a aucune valeur documentaire pour l'ethnographie. Le crédit de Walter Spies dans les milieux scientifiques de l'époque a pour résultat l'absence quasi-systématique de références aux études de Kleen dans les magazines et publications ethnographiques suivant sa critique. Il faut attendre 1962, et l'article de Christiaan Hooykaas « Saiva-Siddhanta à Java et Bali », pour que soit de nouveau reconnue l'importance des travaux de l'artiste sur les mudras. 
Entre 1920 et 1925, Tyra Kleen publie dans des magazines européens variés, tels que Sluyters' Monthly, Nederlandsch Indië Oud en Nieuw, Ord och Bild et Inter-Ocean. La diffusion de son œuvre influence la perception et les attentes des touristes étrangers à Bali. Son style art-déco, coloré et dynamique, influence le travail des artistes balinais, dont elle s'inspire également.

### Égypte
En 1926, Tyra Kleen visite l'Égypte pour étudier la représentation des mouvements de mains et de pieds dans l'art égyptien. Sa dernière publication, parue en 1946 sous le titre Solens Son, traite du pharaon Akhenaton.

### Héritage

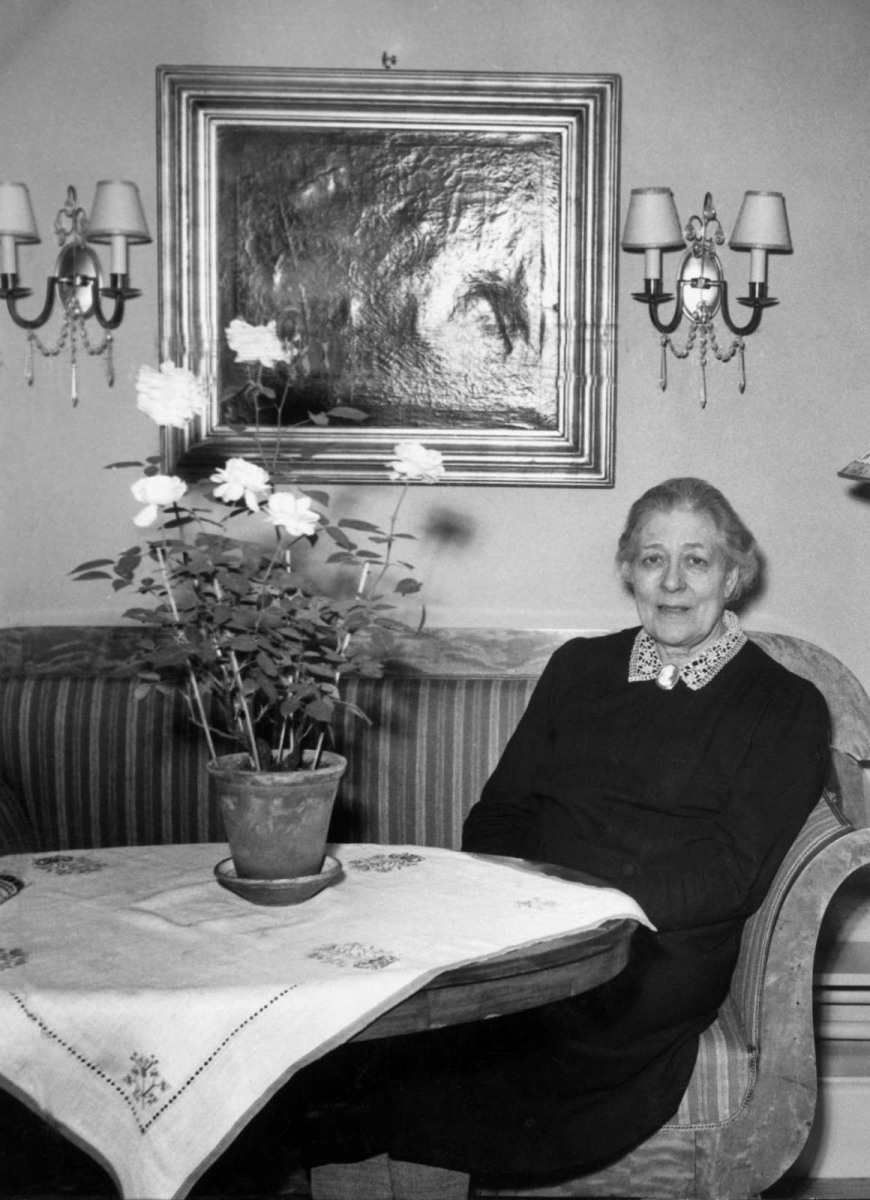
Tyra Kleen dans les années 1940.

Kleen lègue ses collections à la Riddarhuset suédoise, à la condition que ses archives ne soient ouvertes que 50 ans après sa mort. En 2001, ses peintures, lithographies, dessins, journaux et esquisses sont dévoilés au grand jour, et sa collection privée ramenée dans le domaine de Välinge.
Tyra Kleen est exposée au musée des Beaux-Arts de Göteborg et au Nationalmuseum de Stockholm. Ses archives sont conservées au Nationaal Museum van Wereldculturen et par sa famille dans sa propriété de Välinge, à Nyköping (Suède), où elle a passé son enfance.
Les lettres et journaux de Tyra Kleen révèlent une personnalité colorée et androgyne. L'artiste est restée célibataire, malgré de nombreuses demandes en mariage, mais a connu plusieurs romances. Refusant d'être dominée par les hommes comme par les femmes, auxquels elle préfère sa liberté, elle met ses voyages et ses rencontres professionnelles au service de ses ambitions, et travaille de longues heures pour parvenir à ses fins. Les journaux de Tyra Kleen évoquent ainsi sa capacité à se détacher des personnes qui ne lui sont plus utiles, malgré des années d'échanges épistolaires.
La galerie Thiel de Stockholm organise en 2018 une rétrospective de son travail, intitulée Tyra Kleen (1874–1951) : Artist, vagabond, adventuress. L'artiste est définie ainsi dans le catalogue de l'exposition : « Tyra Kleen a affronté tous les obstacles qu'ont connus les femmes artistes. Sa vie non-conventionnelle fait d'elle une praticienne intrépide, aux nombreuses facettes, remarquablement capable de combiner la danse, la littérature, l'activisme et l'aventure avec l'imagination et les quêtes spirituelles, pour en faire une œuvre artistique excessivement unique ».